# Carl Schlyter
Carl Schlyter (ur. 7 stycznia 1968 w Danderyd) – szwedzki polityk, poseł do Parlamentu Europejskiego VI i VII kadencji, deputowany krajowy.

## Życiorys
Ukończył studia z zakresu inżynierii chemicznej na Kungliga Tekniska Högskolan w Sztokholmie (specjalizacji biotechnologia i środowisko). Prowadził badania nad zanieczyszczeniami węgla kamiennego na Miami University. Później pracował w muzeum.
W połowie lat 90. został sekretarzem politycznym Partii Zielonych w sztokholmskiej radzie miasta. Później pełnił funkcję asystenta jednego z europosłów, urzędnika w zarządzie miasta i doradcy politycznego.
W 2000 wszedł w skład zarządu Partii Zielonych. W wyborach w 2004 uzyskał mandat deputowanego do Parlamentu Europejskiego. W 2009 uzyskał reelekcję. Przystąpił do grupy Zielonych i Wolnego Sojuszu Europejskiego, objął stanowisko wiceprzewodniczącego Komisji Ochrony Środowiska Naturalnego, Zdrowia Publicznego i Bezpieczeństwa Żywności. W 2014 wybrany na deputowanego do Riksdagu.